# Fortune Gordien
Fortune Everett Gordien (Spokane, 9 settembre 1922 – Fontana, 10 aprile 1990) è stato un discobolo e pesista statunitense.

## Palmarès

### Olimpiadi
- Argento a Melbourne 1956 nel lancio del disco.
- Bronzo a Londra 1948 nel lancio del disco.

### Giochi panamericani
- Oro a Città del Messico 1955 nel lancio del disco.
- Argento a Città del Messico 1955 nel getto del peso.